# Enriquillo
Enriquillo je slané jezero v Dominikánské republice na ostrově Hispaniola. Nachází se na jihozápadě státu v provinciích Independencia a Bahoruco, je bezodtoké a jeho hladina leží 46 metrů pod úrovní mořské hladiny – proláklina jezera Enriquillo je nejníže položeným místem na souši ze všech ostrovů na Zemi. Jedná se také o největší jezero na karibských ostrovech.
Nachází se stejně jako blízké jezero Étang Saumâtre (španělsky Laguna del Fondo) v příkopové propadlině, která v minulosti byla součástí mořského průlivu spojujícího dnešní záliv Neiba (Dominikánská republika) a Port-au-Prince (Haiti). Na severu je ohraničeno pohořím Sierra de Neiba a na jihu Sierra de Bahoruco. Jezero a okolní břehy jsou součástí národního parku Lago Enriquillo e Isla Cabritos o rozloze 404 km². Uprostřed jezera leží poměrně velký ostrov Isla Cabritos.
Enriquillo je jedno z mála slaných jezer na světě, která jsou obývána krokodýly, nachází se zde významná populace krokodýla amerického. Dále zde žije např. endemický leguán nosorohý (Cyclura cornuta) a leguán Ricordův (Cyclura ricordi) či několik druhů plameňáků.

## Vybřežení jezera
Od roku 2007 se vodní plocha jezera Enriquillo, stejně jako blízkého Étang Saumâtre zvyšuje. V roce 2007 byla vodní plocha jezera 23 426 ha, v roce 2009 rozloha dosahovala 28 134 ha, zatímco v roce 2012 již 33 425 ha, což představuje nárůst o 42 % během pěti let. Jezero se rozšiřovalo především v jihovýchodní a západní části. Vybřežení jezera a jeho pozvolné rozlévání do okolní krajiny postihlo přilehlé vesnice, je zaplavována zemědělská půda, zdejší obyvatelé se museli přestěhovat. Objem vody se začal zvyšovat po intenzivních hurikánech v letech 2007 a 2008. Od začátku nárůstu objemu a plochy jezera bylo zpracováno několik studií a výzkumů ohledně příčin tohoto jevu. Mezi výsledky jednotlivých studií panuje rozpor, jako příčiny bývají uváděny nejčastěji zvýšené dešťové srážky, dále pak snížená evapotranspirace, hydrogeologické podmínky území, změna mikroklimatu, odlesňování okolí jezera.

## Fotogalerie

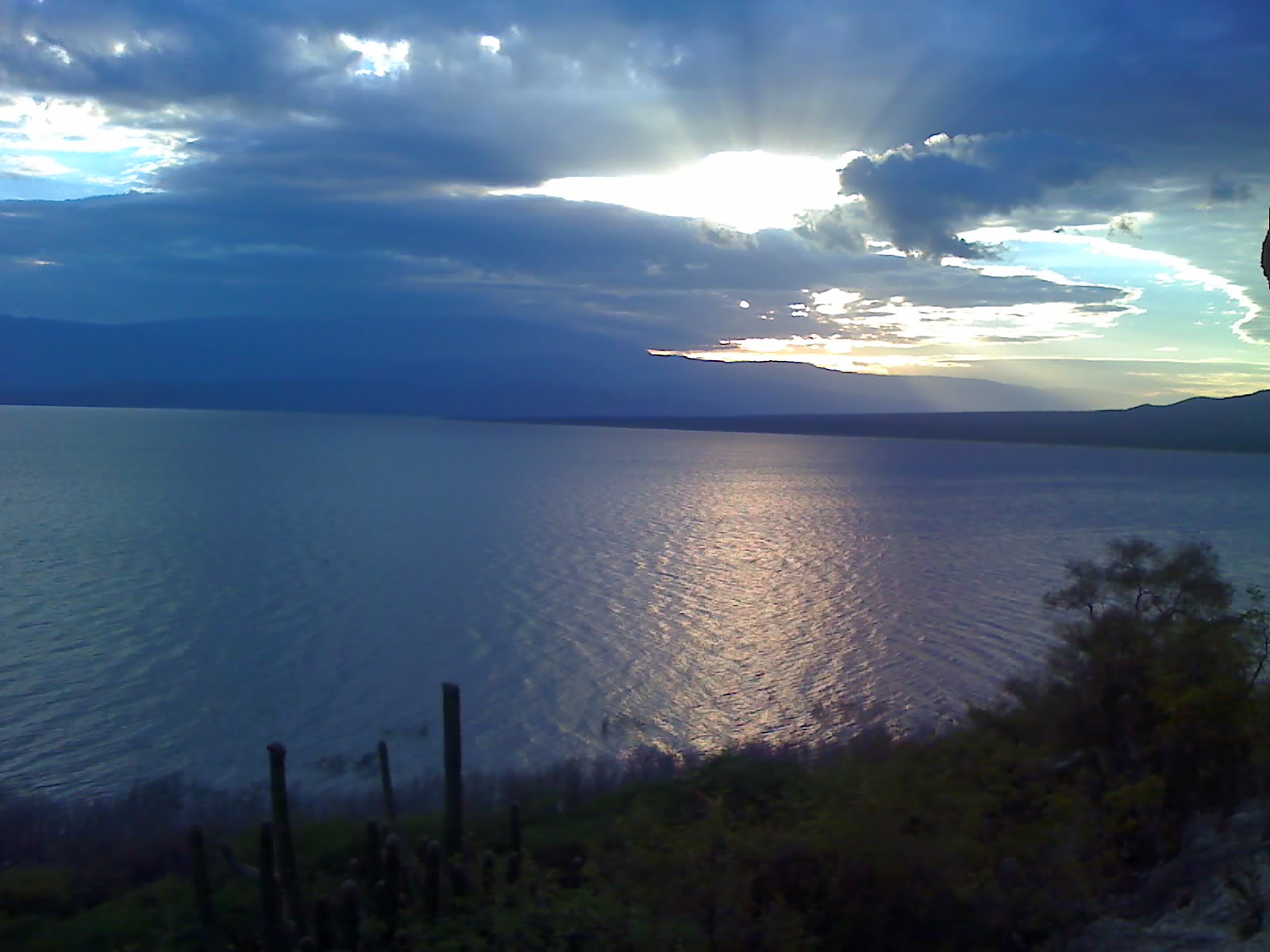
Pohled na jezero
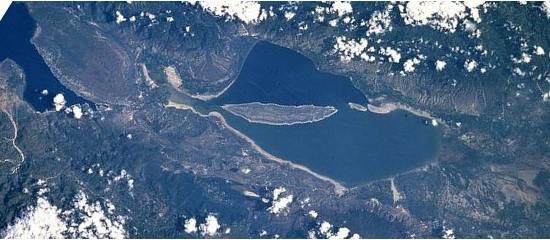
Satelitní snímek, vlevo část jezera Saumâtre
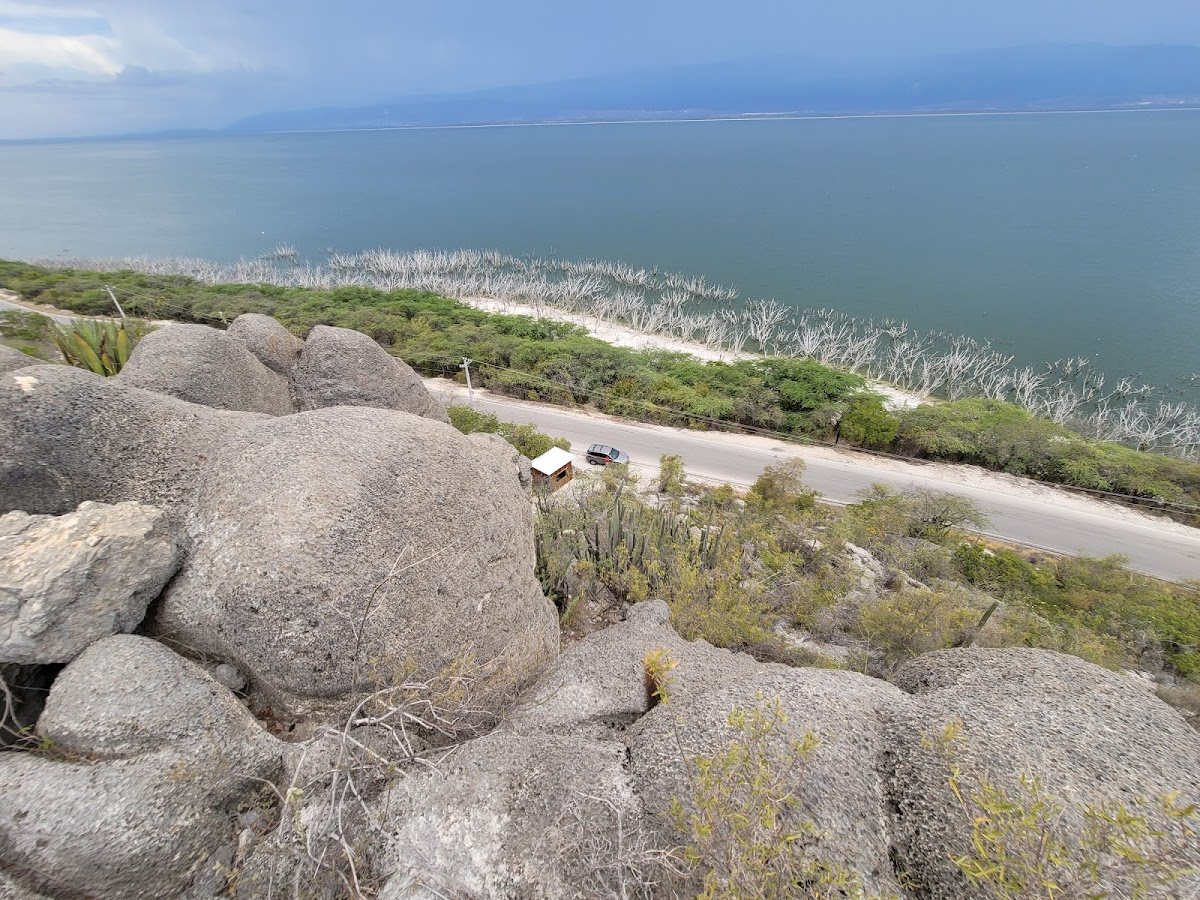
Pobřeží jezera
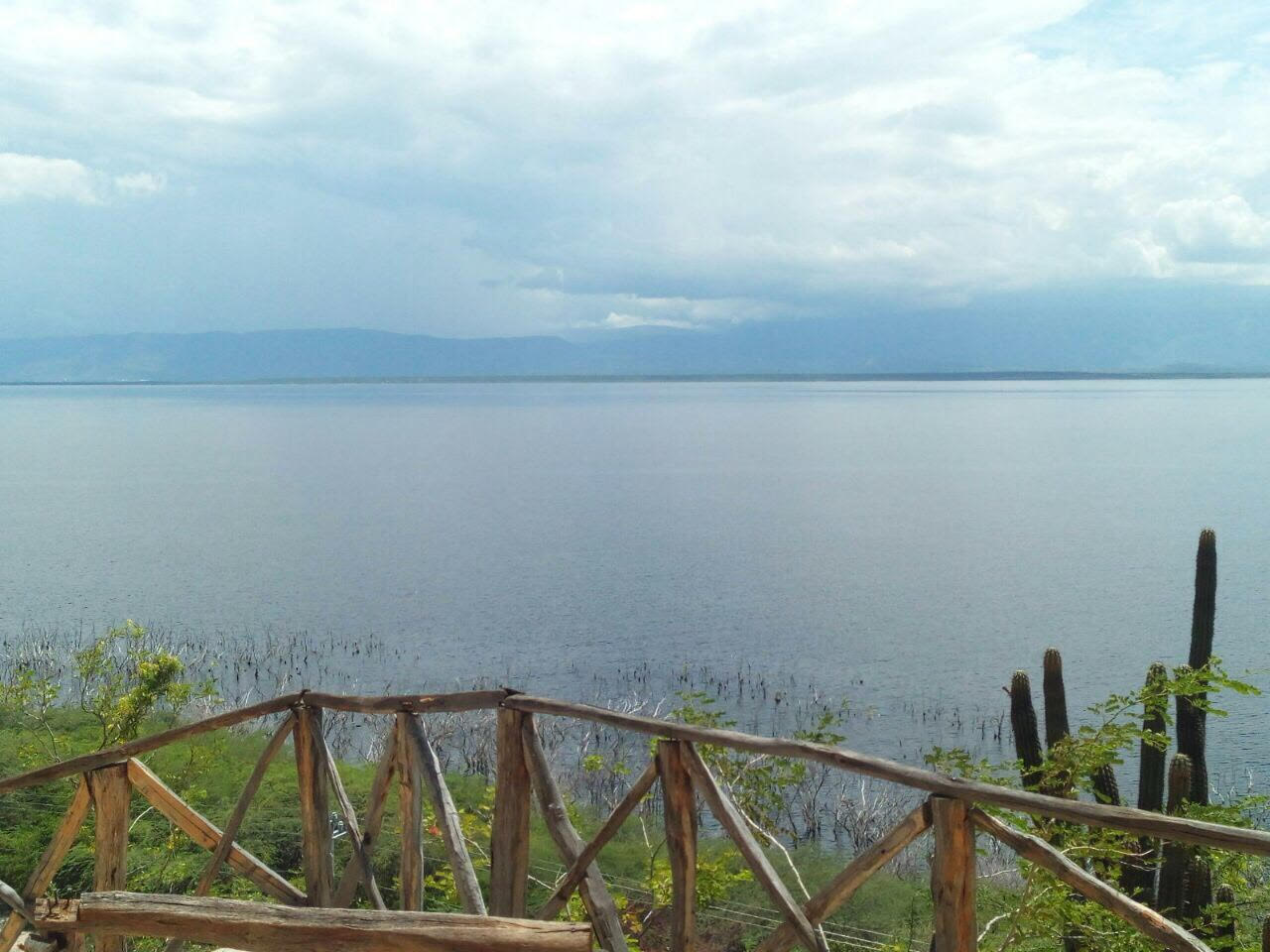
Vyhlídka na jezero
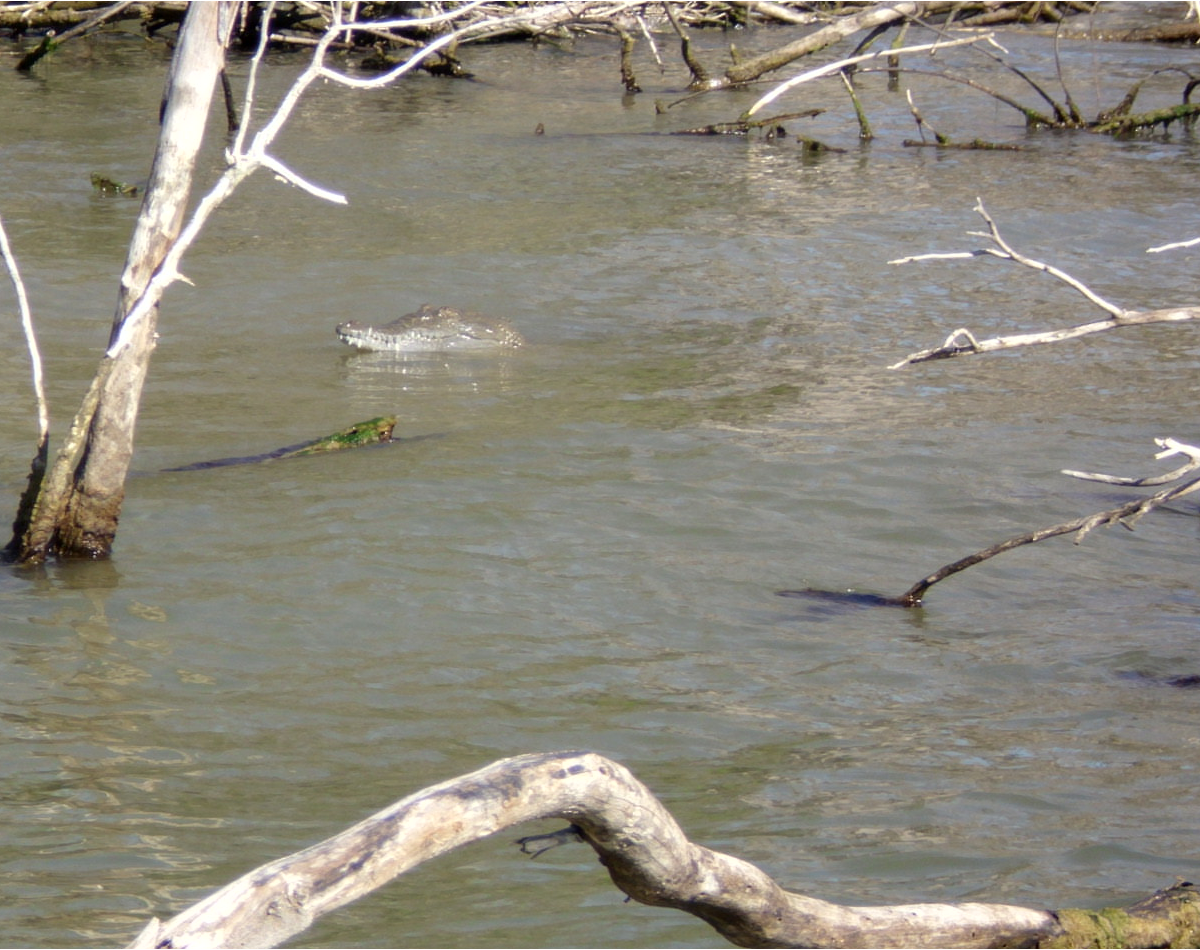
Krokodýl v jezeře Enriquillo
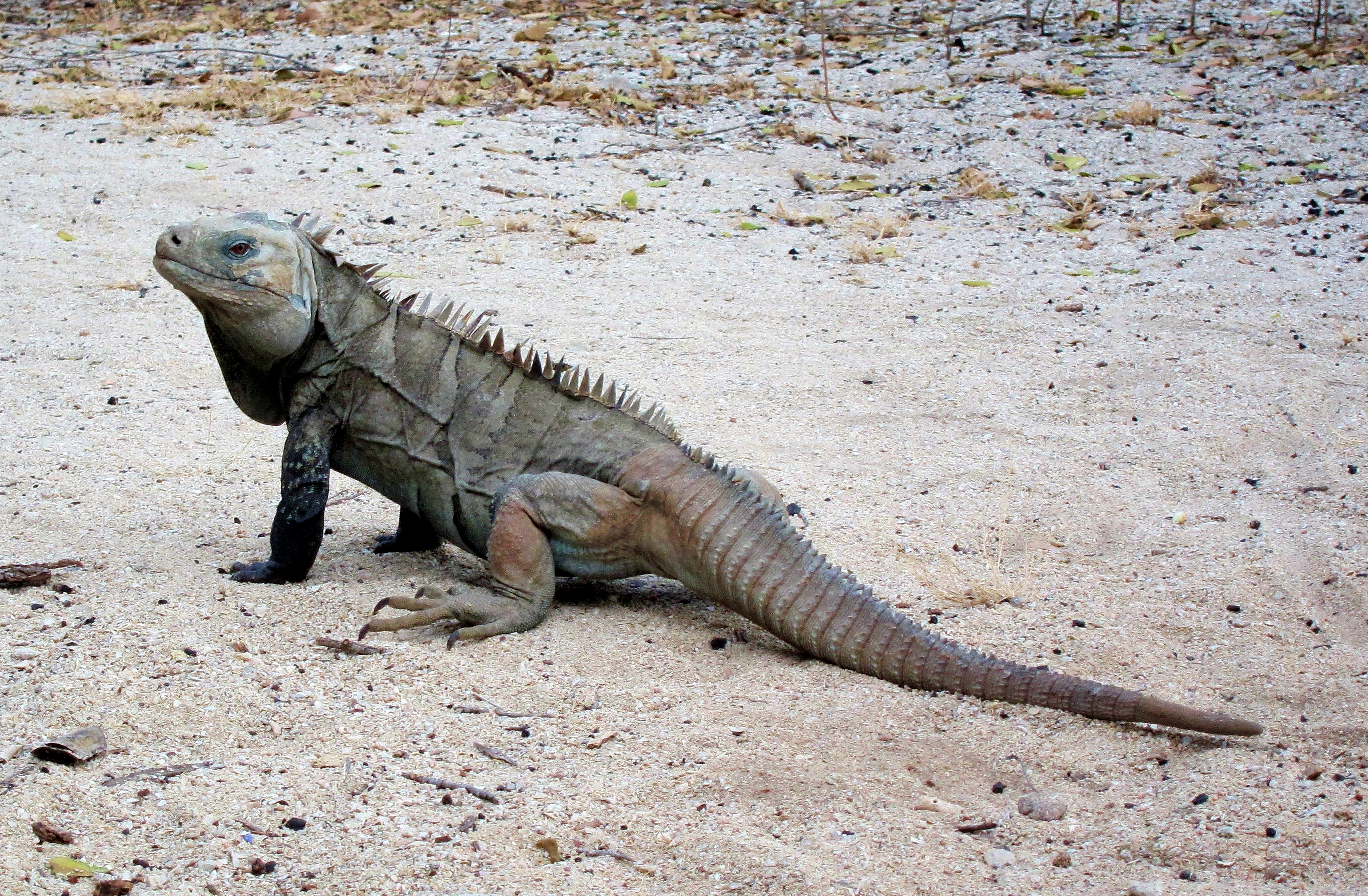
Leguán na ostrově Cabritos